# Laboratoire d'astrophysique de Marseille
Pour les articles homonymes, voir LAM.
Le Laboratoire d’astrophysique de Marseille (LAM) est un laboratoire français combinant la recherche fondamentale en astrophysique et le développement d’instrumentation innovante pour l’observation de l’Univers. La recherche en astrophysique s’articule autour de trois grands thèmes : d'une part, la formation et l’évolution des galaxies dans un contexte cosmologique, d'autre part, la formation et l’évolution du système solaire et des systèmes planétaires et enfin, l'innovation en optique pour l'instrumentation astronomique.
Ces recherches s’appuient sur la conception, le développement et l’utilisation d’instruments qui équipent les satellites et les grands observatoires au sol. Les chercheurs du LAM, avec l’appui du centre de données du laboratoire (CeSAM), sont impliqués dans de nombreux programmes internationaux d’observation et d’analyse de données. 
Grâce à l’expertise de son bureau d’étude, de son service d’essais en environnement spatial et à des compétences uniques dans le domaine de l’optique et de l’opto-mécanique, ses équipes pilotent des réalisations d’instruments pour le compte des agences de moyens nationales et internationales : Agence spatiale européenne (ESA),  Observatoire européen austral (ESO), NASA...
Le LAM est une unité de recherche dépendant conjointement du Centre national de la recherche scientifique (CNRS), de l'université d'Aix-Marseille (AMU) et du Centre national d'études spatiales (CNES).